# Rowleyella gongshanensis
Rowleyella gongshanensis är en loppart som beskrevs av Gong Zhengda et Duan Xingdi 1989. Rowleyella gongshanensis ingår i släktet Rowleyella och familjen fågelloppor. Inga underarter finns listade i Catalogue of Life.